# Козлов (Кумылженский район)
Козлов — хутор в Кумылженском районе Волгоградской области России. Входит в состав Краснянского сельского поселения. Население 213 чел. (2010).

## География
Расположен в западной части региона, в лесостепи, в пределах Хопёрско-Бузулукской равнины, являющейся южным окончанием Окско-Донской низменности.  Хутор находится между лесозащитной полосой и правобережьем р. Медведица.  Примыкает к восточной окраине центра сельсовета (поселения) — х. Краснянский. В свою очередь, Пролетарская ул. хутора Козлов на северо-востоке соединяется с ул. Продольной другого хутора — Точилкин. К востоку — оз. Затон.
Уличная сеть: Луговой пер., Подгорный пер., Приозерный пер. Улица, ул. Пролетарская.
Абсолютная высота 59 метров над уровнем моря.

## Население
| 2010 |
| ---- |
| 213  |

Гендерный состав
По данным Всероссийской переписи населения 2010 года в гендерной структуре населения из 213 человек мужчин — 101, женщин — 112 (47,4 и 52,6% соответственно).
Национальный состав
Согласно результатам переписи 2002 года, в национальной структуре населения
русские составляли 89 % из общей численности населения в 273 человека.

## Инфраструктура
Личное подсобное хозяйство.

## Транспорт
стоит на автодороге муниципального значения